# Paratropus oculofoveatus
Paratropus oculofoveatus är en skalbaggsart som beskrevs av Kanaar 1997. Paratropus oculofoveatus ingår i släktet Paratropus och familjen stumpbaggar. Inga underarter finns listade i Catalogue of Life.